# Yahyā d'Antioche
Yahyā d'Antioche (en arabe : يحيى بن سعيد الأنطاكي, Yahya ibn Sa'id al-Antaki), est un historien de langue arabe et de religion chrétienne melkite, qui vécut au XIe siècle.
Il  naquit en Égypte, probablement vers 980, et était sans doute médecin. Ibn Abi Usaybi'a prétend qu'il était apparenté au patriarche melkite Eutychius d'Alexandrie, ce qui est peu vraisemblable. En 1014/1015 (an 405 de l'Hégire), les persécutions antichrétiennes du calife Al-Hakim bi-Amr Allah l'obligèrent à se réfugier à Antioche en territoire byzantin. L'historien d'Alep al-'Aẓimi (XIIe siècle) cite parmi ses sources la chronique d'un certain Yahya ibn Sa'id allant jusqu'en 1065/1066 (458 de l'Hégire); on ne sait s'il s'agit du même Yahya, qui aurait été très âgé à l'époque.
L'œuvre principale qui nous soit parvenue de lui est une continuation (Ḏayl) des Annales d'Eutychius qui s'étend, dans son état présent, de 938 à 1034. Puisant dans des sources variées, son histoire porte à la fois sur l'Égypte et le califat fatimide, l'Irak et la Géorgie, l'Empire byzantin, et même la Bulgarie et la Rus' de Kiev; elle contient en revanche peu d'informations sur le monde iranien et l'Occident musulman. L'auteur maîtrisait à la fois l'arabe et le grec, et il témoigne d'un esprit rationnel, peu enclin au surnaturel. 
Yahya composa aussi des ouvrages d'apologétique chrétienne et des écrits polémiques contre l'islam et le judaïsme. 

## Textes
- Yahya Ibn Sa'id d'Antioche, Continuation de Sa'id Ibn Bitriq, éd. A. Vasiliev et I. Kratchkowsky, I. PO 90 (t. 18, fasc. 5), II. PO 114 (t. 23, fasc. 3), III. PO 212 (t. 47, fasc. 4), Brepols, Turhout, 1924, 1932 et 1997.
- J.H. Forsyth The Chronicle of Yahya ibn Sa'id al-Antaki, (unpublished Univ. of Michigan Ph.D. thesis, 1977). Traduction Anglais. https://deepblue.lib.umich.edu/handle/2027.42/180783